# El Quidditch de totes les èpoques
El Quidditch de totes les èpoques és un llibre relacionat amb la coneguda sèrie de llibres Harry Potter escrita per J. K. Rowling, que tracta sobre la història de l'esport màgic quidditch. El llibre és esmentat a la sèrie Harry Potter com un llibre de la biblioteca de Hogwarts. Les vendes del llibre van dirigides a la fundació Comic Relief, i conté il·lustracions de J. K. Rowling.
El seu títol original és Quidditch Through the Ages, i va ser publicat en català el 2001 per l'Editorial Empúries, gràcies a la traducció de Josep Joan Moral.

## Introducció
| « | Si alguna vegada t'has preguntat d'on prové la papallona daurada, com adquireixen vida les bombes o per què els Wigtown Wanderers duen un ganivet de carnicer dibuixat a l'uniforme, llavors has de llegir aquest llibre. Aquesta edició limitada és una còpia de l'exemplar que està a la biblioteca del Col·legi Hogwarts i que els joves fanàtics del Quidditch consulten gairebé diàriament. Els beneficis de la venda d'aquest llibre es destinaran a Comic Relief, que utilitzarà els seus diners per a continuar salvant i millorant vides, un treball que és més important i sorprenent que els tres segons i mig que va trigar Roderick Plumpton a capturar la papallona daurada el 1921… | » |

Aquest llibre va ser escrit per Rowling després de Harry Potter i el calze de foc. Va declarar que no li va costar gens de treball fer-lo.
És una edició limitada que funciona amb motius solidaris, ja que el que es recapti d'aquest llibre serà distribuït per Comic Relief a les persones més pobres del món.

## Capítols d'El Quidditch de Totes les Èpoques
1. Pròleg
2. L'evolució de l'escombra voladora
3. Antics jocs d'escombres voladores
4. El joc del pantà Queerditch
5. L'aparició de la papallona daurada
6. Precaucions antimuggles
7. Canvis en el quidditch a partir del segle xiv: Camp; Pilotes; Jugadors; Regles; Àrbitres
8. Equips de quidditch de Gran Bretanya i Irlanda
9. L'expansió del quidditch pel món
10. El desenvolupament de l'escombra de carreres
11. El quidditch en l'actualitat